# Station Kaguyama
Station Kaguyama (香久山駅, Kaguyama-eki) is een spoorwegstation in de Japanse stad Kashihara. Het wordt aangedaan door de Sakurai-lijn (Manyō-Mahoroba-lijn). Het station heeft één spoor, gelegen aan een enkel zijperron.

## Treindienst

### JR West
| 1 | ■ Sakurai-lijn | richting Takada (westwaarts) richting Sakurai, Tenri en Nara (noordwaarts) |

## Geschiedenis
Het station werd in 1913 geopend.

## Stationsomgeving
- Station Daifuku aan de Kintetsu Osaka-lijn
- Amenokagu-berg
- Kōnan (bouwmarkt)
- Circle-K

Nara · Kyōbate · Obitoke · Ichinomoto · Tenri · Nagara · Yanagimoto · Makimuku · Miwa · Sakurai · Kaguyama · Unebi · Kanahashi · Takada